# Hasel Ghubi-je Amirabad
Hasel Ghubi-je Amirabad – wieś w Iranie, w ostanie Azerbejdżan Zachodni, w szahrestanie Mijandoab. W 2006 roku liczyła 694 mieszkańców.